# Powodzenia, Charlie!
Powodzenia, Charlie! (ang. Good Luck Charlie) – amerykański sitcom stworzony przez Phila Bakera i Drew Vaupena, wchodzący w kanon Disney Channel Original Series. Był emitowany w latach 2010–2014.
Początkowo serial miał nosić nazwę „Love, Teddy” (pol.„Kocham, Teddy”), jednak zmieniono tytuł tak, aby odwoływał się on do całej rodziny. Jego telewizyjna amerykańska premiera na Disney Channel odbyła się 4 kwietnia 2010. W Polsce miał swą premierę 5 czerwca tego samego roku. Dnia 11 lipca 2010 roku ogłoszono, iż trwają prace nad filmem na podstawie serialu, jak i drugim sezonem. 29 sierpnia 2011 potwierdzono, iż serial będzie miał trzeci sezon. 12 lipca 2012 roku został przedłużony o kolejny – czwarty już sezon produkcji. Mendler ogłosiła, iż będzie to ostatni sezon.

## Fabuła

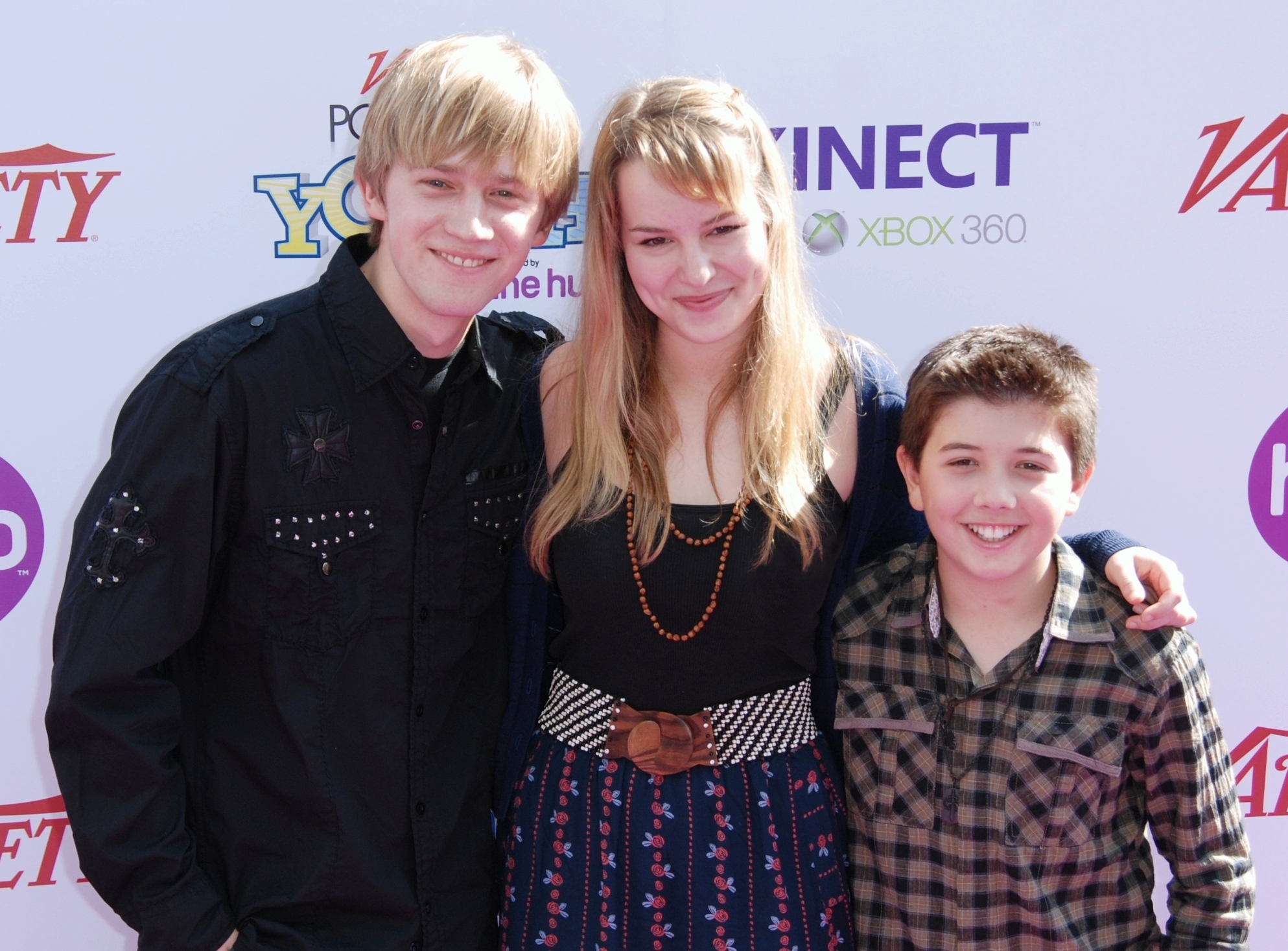
Ason Dolley, Bridgit Mendler i Bradley Steven Perry na wydarzeniu Variety's Power of Youth w Paramount Studios w Hollywood, Kalifornia, 24 października 2010

Historia serialu śledzi rodzinę Duncan, która musi pogodzić opiekę nad czwartym dzieckiem z codzienną pracą.
Głównymi bohaterami są: 18-letnia Teddy (Bridgit Mendler) i 20-letni PJ (Jason Dolley) oraz ich 14-letni brat, Gabe (Bradley Steven Perry). Gdy po urodzeniu czwartego dziecka, Charlotte (Mia Talerico), zwanej potocznie Charlie, rodzice wracają do pracy, proszą starszą trójkę o opiekę nad dziewczynką. W tym samym czasie nastolatkowie próbują pogodzić opiekę nad Charlie z codziennym życiem młodzieży.
W trzecim sezonie na świat przychodzi piąte dziecko rodziny Duncanów – chłopiec o imieniu Toby.
Wydarzenia każdego odcinka są materiałem dla filmowego pamiętnika Teddy tworzonego dla Charlie. Dziewczyna ma nadzieję, że pomoże on jej siostrze, gdy nie będzie mogła się już nią opiekować. Serial zaczyna się, gdy Charlie ma dziewięć miesięcy.

## Obsada
| Aktor                | Rola           | Sezon | Odcinki | Nieobceności |
| -------------------- | -------------- | ----- | ------- | ------------ |
| Bridgit Mendler      | Teddy Duncan   | 1-4   | 100     | 0 odcinków   |
| Mia Talerico         | Charlie Duncan | 1-4   | 100     | 0 odcinków   |
| Jason Dolley         | PJ Duncan      | 1-4   | 100     | 0 odcinków   |
| Leigh-Allyn Baker    | Amy Duncan     | 1-4   | 100     | 0 odcinków   |
| Bradley Steven Perry | Gabe Duncan    | 1-4   | 100     | 0 odcinków   |
| Eric Allan Kramer    | Bob Duncan     | 1-4   | 100     | 0 odcinków   |
| Jake Cinoa           | Toby Duncan    | 3-4   | 44      | 56 odcinków  |

### Główni
- Bridgit Mendler jako Teodora „Teddy” Duncan – Ma 18 lat. Kręci filmy z dobrymi radami dla Charlie. Jej przyjaciółkami są Ivy i Skylar.
- Jason Dolley jako Polędwica z dżemem „PJ” Duncan – Ma 20 lat. Wysoki, niezbyt inteligentny, ma własny zespół z najlepszym przyjacielem, Emmetem „PJ and the wąż”. Pracuje w „Kurczak schrup mnie”.
- Leigh-Allyn Baker jako Amy Duncan – Matka piątki dzieci. Uwielbia być filmowana, gdy ktoś jej robi zdjęcia i gdy jest sławna. Pracowała jako pielęgniarka w szpitalu.
- Bradley Steven Perry jako Gabriel „Gabe” Duncan – Ma 14 lat. Jego życie odmieniło się, gdy urodziła się Charlie. Młodsza siostra zrujnowała jego życie.
- Mia Talerico jako Charlotte „Charlie” Duncan – Najmłodsza i najsłodsza córka z rodziny Duncanów.
- Eric Allan Kramer jako Bob Wiliam Duncan – Ojciec piątki dzieci. Ma własną firmę „Bob i robak znika!”. Pracuje w dezynsekcji.
- Jake Cinoa jako Toby Duncan – Najmłodsze dziecko rodziny Duncanów pojawia się w 3. serii. Ma urodziny w tym samym dniu co Charlie

### Drugoplanowi
- Raven Goodwin jako Ivy Wentz
- Shane Harper jako Spencer Walsh
- Micah Williams jako Emmet
- Patricia Belcher jako Pani Dabney
- Samantha Boscarino jako Skyler (sezony 1-2)
- Genevieve Hannelius jako Jo Keener (sezony 1-2)
- Daniel Curtis Lee jako Raymond (sezon 2)
- Ellia English jako Mary Lou Wentz, mama Ivy
- William Allen Young jako Harry Wentz, tata Ivy (od 2 sezonu)
- Kevin Covais jako Victor (od 3 sezonu)
- Cyrina Fiallo jako Vonnie (od 3 sezonu)
- Coco Jones jako Kelsey (od 3 sezonu)
- Shirley Jones jako Linda Duncan (od 3 sezonu)

### Goście specjalni
- Gilland Jones jako Emma
- Davis Cleveland jako Skier/Flynn Jones
- Zendaya jako Raquel „Rocky” Blue
- Bella Thorne jako Cecilia „CeCe” Jones
- Adam Irigoyen jako Deuce Martinez
- R. Brandon Johnson jako Gary Wilde
- Calum Worthy jako Louis
- Dillon Lane
- Ryan Newman jako Kit
- Larry Joe Campbell jako Hugo
- Hayley Holmes jako Alice Myshainer
- Lorna Scott jako panna Mellish
- Mike Hagerty jako Kapitan Elastic
- Tyler Jackson Williams jako Jasper
- Mike Grief jako Neal
- Jon Reep jako Leslie
- Maurice Godin jako Paul Walsh
- Stacey Travis jako Linda Walsh
- Ryun Yu jako reporter Brock
- Patrick Bristow jako Mr. Dingwall
- Rose Abdoo jako Dr Jesh Sushi
- Kelly Ebsary jako Angie
- Miriam Flynn jako Jane
- Maribeth Monroe jako Dana
- Nolan Gould jako Zander
- Najee Muhammad jako Liam
- Mackenzie Hannigan jako Jeremy
- Mary Scheer jako Patricia
- Nathan Gamble jako Austin
- Ryan Heinke jako Jimmy
- Tucker Albrizzi jako Jake
- Danielle Morrow jako Kimmy
- Debby Ryan jako Jessie
- Skai Jackson jako Zuri

## Wersja polska
Wersja polska: SDI Media Polska

Reżyseria: Marek Robaczewski

Dialogi:
- Ewa Mart,
- Barbara Eyman,
- Róża Maczek

Dźwięk: Ilona Czech-Kłoczewska

Montaż:
- Ilona Czech-Kłoczewska,
- Magdalena Waliszewska (odc. 30, 37, 45, 47, 49, 57-60, 63-64, 70-71, 73-77, 88-92, 95, 99-100)

Udział wzięli:
- Marta Dobecka – Teddy Duncan (oprócz odc. 3, 6, 9)
- Maria Niklińska –
  - Teddy Duncan (odc. 3, 6, 9),
  - CeCe Jones (odc. 39)
- Maciej Więckowski – PJ Duncan
- Jan Rotowski – Gabriel „Gabe” Duncan (odc. 1-2, 4, 10)
- Jan Piotrowski – Gabriel „Gabe” Duncan (oprócz odc. 1-2, 4, 10)
- Anna Gajewska –
  - Amy Duncan,
  - Jamie (odc. 94)
- Jacek Jarzyna – Bob Duncan
- Julia Kołakowska –
  - Charlie Duncan,
  - Dana, mama Kit (odc. 12),
  - Elaine (odc. 17),
  - Kimmy (odc. 23),
  - Katie (odc. 24),
  - Jaga (odc. 43),
  - Alicia (odc. 48),
  - Candace (odc. 54),
  - Val (odc. 61),
  - kelnerka (odc. 65),
  - Jen (odc. 79)
- Piotr Bajtlik – Spencer Walsh
- Anna Apostolakis-Gluzińska –
  - pani Dabney,
  - fanka baseballa (odc. 10),
  - Virginia, siostra pani Dabney (odc. 12)
- Marcin Wortmann – Emmett Heglin (odc. 1, 4)
- Marek Robaczewski –
  - Neal (odc. 1),
  - kapitan Elastik (odc. 2),
  - pan Dabney (odc. 3),
  - pan Billups (odc. 19),
  - Zombie (odc. 19),
  - Marvin (odc. 24),
  - Jeremiah (odc. 24),
  - Harry Wentz (odc. 37, 46, 56, 67, 89, 92),
  - Joe (odc. 38),
  - Hal – pilot helikoptera (odc. 44),
  - szeryf Parku Rozrywki Absolutnej (odc. 49),
  - głos narratora w przedstawieniu (odc. 52-53),
  - lektor w telewizji (odc. 56),
  - Snappy (odc. 61),
  - pan Willard (odc. 66),
  - Earl, zarządca budynku (odc. 68),
  - Bernie (odc. 80),
  - Kółek (odc. 80),
  - lektor w zwiastunie filmu (odc. 91),
  - Mikołaj #1 (odc. 96)
- Beata Wyrąbkiewicz – Emma (odc. 2)
- Monika Węgiel – Ivy Renée Wentz
- Katarzyna Kozak –
  - Mary Lou Wentz,
  - pani Mellish (odc. 5),
  - głos z głośników w sklepie (odc. 6),
  - Rhonda (odc. 44)
- Karol Wróblewski –
  - Brad (odc. 4),
  - doktor Singh (odc. 8),
  - Walter – fotograf (odc. 10),
  - pan Dingwall (odc. 13),
  - narrator w końcowej scence odcinka (odc. 57),
  - dr Karp (odc. 60),
  - Stu (odc. 63),
  - kasjer (odc. 64),
  - George (odc. 96),
  - Mikołaj #2 (odc. 96),
  - dyrektor Ernie (odc. 97)
- Joanna Borer-Dzięgiel –
  - pani Covington (odc. 4),
  - pani Jeter (odc. 7),
  - Rita (odc. 10),
  - Patricia (odc. 21),
  - pani Monroe (odc. 36),
  - Karen (odc. 42, 70),
  - pani Cobb (odc. 49),
  - Linda, matka Spencera (odc. 68),
  - Verna (odc. 74),
  - dyrektorka Emily (odc. 83),
  - pani Dobbs (odc. 88, 92),
  - Lorna (odc. 93)
- Tomasz Steciuk –
  - Emmett Heglin (oprócz odc. 1, 4),
  - Matt (odc. 35),
  - Wielki Lenny (odc. 61),
  - duch Berniego (odc. 66),
  - pasażer metra (odc. 96)
- Robert Tondera –
  - Hugo (odc. 6),
  - profesor Giblet (odc. 41),
  - Mano (odc. 44-45),
  - narrator (odc. 49),
  - Jerry (odc. 58),
  - Mike (odc. 59),
  - Quint (odc. 61),
  - głos w filmie (odc. 62),
  - głos dyrektora szkoły (odc. 62),
  - Pete Wąsatka (odc. 64)
- Agnieszka Fajlhauer –
  - Alice (odc. 6, 19),
  - Katherine (odc. 11),
  - Verna (odc. 18),
  - Sarah (odc. 24),
  - Shirley (odc. 25),
  - Nancy (odc. 26),
  - Kayla (odc. 28),
  - Fran Culpepper (odc. 34),
  - Lana (odc. 49)
- Krzysztof Cybiński –
  - głos w reklamie Bob i robak znika (odc. 6),
  - Trevor (odc. 11)
- Jakub Szydłowski –
  - George Van Brunt (odc. 7),
  - Wesoły Koń (odc. 7),
  - głos w TV (odc. 21),
  - Scott (odc. 54),
  - Chance (odc. 56),
  - Mitch (odc. 61),
  - trener Kamienny Młot (odc. 62, 69),
  - głos w końcowej scenie (odc. 65),
  - klaun Psi-Psi (odc. 72),
  - szef Byron Wainwright (odc. 81, 90, 94),
  - Doug Dooley (odc. 85),
  - Donald (odc. 89)
- Cezary Kwieciński –
  - Walter (odc. 7),
  - bileter (odc. 7),
  - ochroniarz (odc. 16),
  - Justin (odc. 17),
  - Ralph (odc. 20)
- Zbigniew Konopka –
  - Francis (odc. 8),
  - Paul, ojciec Spencera (odc. 15),
  - porucznik Dowcipnej (odc. 27),
  - lekarz (odc. 27),
  - pan Krump (odc. 31),
  - pan Piper (odc. 34-35)
- Barbara Zielińska –
  - Wściekły Pies (odc. 8),
  - Jane (odc. 12)
- Olga Omeljaniec –
  - pielęgniarka Carla (odc. 8),
  - dr Jesz Sushi (odc. 12),
  - Angie (odc. 13),
  - Kelly (odc. 14),
  - Linda, matka Spencera (odc. 15),
  - Vonnie (odc. 69, 71, 74, 78, 86)
- Grzegorz Kwiecień –
  - Victor (oprócz odc. 66),
  - mężczyzna w poczekalni (odc. 8),
  - Rick (odc. 15),
  - ochroniarz #1 (odc. 27),
  - Otto (odc. 28),
  - Raymond Blues (odc. 29, 34),
  - dr Meyers (odc. 32),
  - Bruce (odc. 33),
  - Grant (odc. 40),
  - Sam (odc. 73),
  - syntezator mowy (odc. 74),
  - kapitan samolotu (odc. 79),
  - Derek Newly (odc. 80),
  - Elf Joe (odc. 96)
- Paweł Szczesny –
  - wujek Mel (odc. 10),
  - Mitch (odc. 38),
  - Fred (odc. 41),
  - golfista (odc. 44),
  - Mark (odc. 46),
  - Mike (odc. 50),
  - wóz Ed (odc. 53),
  - dr Napier (odc. 70),
  - Mikołaj (odc. 77),
  - Alan (odc. 89)
- Julia Chatys – Jo (odc. 11)
- Agnieszka Judycka – Madison (odc. 11)
- Justyna Bojczuk – Kit (odc. 12)
- Wit Apostolakis-Gluziński –
  - Jake (odc. 13),
  - Leo (odc. 48)
- Michał Podsiadło –
  - Leslie (odc. 14),
  - Justin (odc. 24-25, 61),
  - głos policjanta (odc. 30),
  - Lewis (odc. 32),
  - MC (odc. 33),
  - Tim (odc. 36),
  - Gary Wilde (odc. 39),
  - Richard (odc. 40),
  - Franklin (odc. 61),
  - Victor (odc. 66),
  - Walker (odc. 74),
  - bałwanek Śnieżek (odc. 77)
- Łukasz Lewandowski – Patrick (odc. 14)
- Fabian Kocięcki – Aziz (odc. 14)
- Wiktoria Gąsiewska –
  - Jo (odc. 16, 18, 31),
  - Jade (odc. 67),
  - Rose (odc. 72)
- Joanna Pach –
  - Skyler,
  - Crystal (odc. 17),
  - Sandy Super (odc. 57),
  - Syd (odc. 58),
  - Rita (odc. 63)
- Krzysztof Zakrzewski – Mitch (odc. 17)
- Tomasz Robaczewski –
  - Walter (odc. 18, 23, 31),
  - pracownik pizzerii (odc. 28),
  - głos w reklamie (odc. 29),
  - Andrew (odc. 76),
  - Rex (odc. 79)
- Artur Kaczmarski –
  - głos w filmie (odc. 19),
  - pracownik kurortu prowadzący konkursy (odc. 25),
  - pan Piper (odc. 70),
  - pan Singer (odc. 84),
  - Jerry Graber (odc. 91),
  - Arnie (odc. 92)
- Dominika Kluźniak –
  - Liam (odc. 19),
  - Walker (odc. 25)
- Beniamin Lewandowski –
  - Austin (odc. 22),
  - Jake (odc. 23)
- Adam Pluciński –
  - Jimmy (odc. 22),
  - Brock (odc. 35),
  - Dustin (odc. 40)
- Katarzyna Łaska –
  - Nina/Tina (odc. 23),
  - Dolly (odc. 26),
  - Kelsey (odc. 83, 93)
- Wojciech Paszkowski –
  - Will, gość kurortu (odc. 24),
  - Wallace (odc. 44-45),
  - Roger (odc. 46),
  - Richie (odc. 48)
- Joanna Węgrzynowska –
  - Debbie Dooley (oprócz odc. 42),
  - Wróżka Claire (odc. 24),
  - Elaine (odc. 54),
  - Kathy (odc. 60),
  - głos w filmie (odc. 62),
  - Linda (odc. 65, 77),
  - duch Camille (odc. 66)
- Kajetan Lewandowski – Brandon (odc. 24-25)
- Beata Jankowska-Tzimas –
  - dzieciak w filmiku konkursowym (odc. 27),
  - Augie (odc. 28),
  - Sondra (odc. 29),
  - Lynette (odc. 34),
  - podstawiony Gabe (odc. 34),
  - Kim (odc. 52),
  - Christine (odc. 54),
  - Amanda (odc. 56)
- Janusz Wituch –
  - Stan (odc. 27),
  - ochroniarz #2 (odc. 27),
  - Vern (odc. 30, 75, 78-79, 82),
  - głos prowadzącego konkurs talentów (odc. 34)
- Bożena Furczyk –
  - Joyce (odc. 27),
  - pani Krump (odc. 31),
  - Val (odc. 33),
  - podstawiona Amy (odc. 34),
  - dyrektorka Hibbert (odc. 35),
  - Jean (odc. 40),
  - pani Barnes (odc. 72),
  - Karen (odc. 91),
  - pasażerka metra z lazanią (odc. 96),
  - Rhonda (odc. 99-100)
- Grzegorz Drojewski – Evan (odc. 32)
- Miłosz Konkel –
  - Lucas (odc. 33),
  - Flynn Jones (odc. 39),
  - Jake (odc. 40, 47, 63-64, 94),
  - młody Emmett (odc. 48)
- Beata Łuczak –
  - panna Donna (odc. 35),
  - Lydia (odc. 40)
- Jakub Truszczyński – Derek (odc. 36-38)
- Jacek Dzięgiel –
  - Morris Monroe (odc. 36),
  - Kapitan Kurczak (odc. 38),
  - Nick (odc. 42)
- Robert Kuraś –
  - Justin (odc. 38),
  - Deuce Martinez (odc. 39),
  - Karl (odc. 51, 55),
  - Danny Flufferman (odc. 52)
- Izabella Bukowska –
  - głos z głośnika w szpitalu (odc. 38),
  - Debbie Dooley (odc. 42),
  - matka Matta (odc. 99-100)
- Agnieszka Marek – Rocky Blue (odc. 39)
- Mateusz Narloch – Billy ‘Sosik’ Graves (odc. 41, 47, 99-100)
- Olga Zaręba –
  - Heather (odc. 43),
  - młoda Teddy (odc. 48)
- Jan Staszczyk – Kai (odc. 44-45)
- Paweł Ciołkosz –
  - Murray (odc. 47),
  - burmistrz Parku Rozrywki Absolutnej (odc. 49)
- Stefan Knothe –
  - komentator na stadionie baseballowym (odc. 50),
  - Frank Duncan (odc. 55),
  - Bert Doogan (odc. 75, 84, 88, 92),
  - Herb Pickler (odc. 79),
  - głos reżysera (odc. 79),
  - Kevin (odc. 80),
  - Lionel Van Ness (odc. 82)
- Anna Sztejner –
  - Diane (odc. 59),
  - Marcia (odc. 60)
- Izabela Dąbrowska –
  - Karen (odc. 59),
  - babcia Taylor (odc. 60),
  - Rachel (odc. 63-64)
- Aleksandra Kowalicka –
  - Lauren Dabney,
  - Taylor (odc. 60),
  - Emma (odc. 71)
- Milena Suszyńska –
  - Victoria (odc. 70, 85),
  - Molly (odc. 71)
- Mikołaj Klimek –
  - pan Franklin (odc. 70),
  - Randy Śliski (odc. 71),
  - szeryf Parku Rozrywki Absolutnej (odc. 77)
- Ewa Prus –
  - Kelsey (odc. 71, 78, 86),
  - Mindy (odc. 74),
  - panna Bates (odc. 75),
  - Jessie Prescott (odc. 96),
  - przedszkolanka (odc. 97)
- Franciszek Dziduch –
  - Trevor (odc. 72),
  - Logan (odc. 73),
  - Devan (odc. 84)
- Bartosz Martyna – klaun Boom-Boom (odc. 72)
- Magda Kusa – Diana (odc. 75)
- Michał Zieliński –
  - Kermit Żaba (odc. 80),
  - Panna Piggy (odc. 80)
- Jarosław Boberek –
  - Miś Fozzie (odc. 80),
  - Zwierzak (odc. 80)
- Adam Krylik –
  - Toby (głos w myślach) (odc. 82),
  - pan Rose (odc. 85)
- Józef Pawłowski – Beau
- Marta Kurzak – Vonnie (odc. 93, 99-100)
- Matylda Kaczmarska – Zuri Ross (odc. 96)
- Maciej Falana –
  - Paul (odc. 97),
  - Matt (odc. 99-100)
- Radosław Popłonikowski
- Kamil Kula
- Filip Dudycz
- Paweł Krucz

i inni
Wykonanie piosenek:
- Michał Zieliński (odc. 80),
- Jarosław Boberek (odc. 80),
- Ewa Lachowicz (odc. 80),
- Anna Gajewska (odc. 80),
- Katarzyna Łaska (odc. 80),
- Adam Krylik (odc. 80)

i inni
Lektor: Artur Kaczmarski

## Sezony
| Seria | Seria | Odcinki | Oryginalna emisja | Oryginalna emisja | Oryginalna emisja | Oryginalna emisja |
| Seria | Seria | Odcinki | Premiera serii    | Finał serii       | Premiera serii    | Finał serii       |
| ----- | ----- | ------- | ----------------- | ----------------- | ----------------- | ----------------- |
|       | 1     | 26      | 4 kwietnia 2010   | 30 stycznia 2011  | 5 czerwca 2010    | 29 maja 2011      |
|       | 2     | 30      | 20 lutego 2011    | 27 listopada 2011 | 10 września 2011  | 14 września 2012  |
|       | Film  | Film    | 2 grudnia 2011    | 2 grudnia 2011    | 17 grudnia 2011   | 17 grudnia 2011   |
|       | 3     | 23      | 6 maja 2012       | 20 stycznia 2013  | 17 listopada 2012 | 29 czerwca 2013   |
|       | 4     | 21      | 28 kwietnia 2013  | 16 lutego 2014    | 16 listopada 2013 | 23 sierpnia 2014  |

## Nagrody
| Nagrody | Nagrody   | Nagrody            | Nagrody                          | Nagrody         |
| Rok     | Rezultat  | Nagroda            | Kategoria                        | Nominowani      |
| ------- | --------- | ------------------ | -------------------------------- | --------------- |
| 2010    | Nominacja | Teen Choice Awards | Najlepsza debiutująca aktorka TV | Bridgit Mendler |

## Międzynarodowa transmisja
| Państwo           | Kanał                            | Premiera                                              | Tytuł                   |
| ----------------- | -------------------------------- | ----------------------------------------------------- | ----------------------- |
| Stany Zjednoczone | Disney Channel (USA)             | 4 kwietnia 2010                                       | Good Luck Charlie       |
| Kanada            | Family Channel                   | 5 kwietnia 2010 (Zapowiedź) 14 maja 2010 (Premiera)   | Good Luck Charlie       |
| Australia         | Disney Channel Australia         | 14 maja 2010 (Zapowiedź) 12 czerwca 2010 (Premiera)   | Good Luck Charlie       |
| Nowa Zelandia     | Disney Channel Australia         | 14 maja 2010 (Zapowiedź) 12 czerwca 2010 (Premiera)   | Good Luck Charlie       |
| Wielka Brytania   | Disney Channel (UK & Ireland)    | 14 maja 2010 (Zapowiedź) 12 czerwca 2010 (Premiera)   | Good Luck Charlie       |
| Irlandia          | Disney Channel (UK & Ireland)    | 14 maja 2010 (Zapowiedź) 12 czerwca 2010 (Premiera)   | Good Luck Charlie       |
| Niemcy            | Disney Channel Niemcy            | 7 maja 2010 (Zapowiedź)                               | Meine Schwester Charlie |
| Austria           | Disney Channel Niemcy            | 7 maja 2010 (Zapowiedź)                               | Meine Schwester Charlie |
| Polska            | Disney Channel                   | 5 czerwca 2010 (Zapowiedź) 19 czerwca 2010 (Premiera) | Powodzenia Charlie!     |
| Południowa Afryka | Disney Channel Południowa Afryka | 5 czerwca 2010 (Zapowiedź) 19 czerwca 2010 (Premiera) | Good Luck Charlie       |
| Grecja            | Disney Channel Grecja            | 5 czerwca 2010 (Zapowiedź) 19 czerwca 2010 (Premiera) | Καλή Τύχη Τσάρλι        |
| Węgry             | Disney Channel HU, CZ & SK       | 5 czerwca 2010 (Zapowiedź) 19 czerwca 2010 (Premiera) | Sok sikert, Charlie!    |
| Czechy            | Disney Channel HU, CZ & SK       | 5 czerwca 2010 (Zapowiedź) 19 czerwca 2010 (Premiera) | Hodně štěstí, Charlie   |
| Słowacja          | Disney Channel HU, CZ & SK       | 5 czerwca 2010 (Zapowiedź) 19 czerwca 2010 (Premiera) | Good Luck, Charlie!     |
| Bułgaria          | Disney Channel Bułgaria          | 5 czerwca 2010 (Zapowiedź) 19 czerwca 2010 (Premiera) | Късмет,Чарли!           |
| Francja           | Disney Channel Francja           | 9 czerwca 2010 (Zapowiedź) 26 czerwca 2010 (Premiera) | Bonne Chance Charlie    |
| Hiszpania         | Disney Channel Hiszpania         | 3 lipca 2010                                          | Mucha Suerte Charlie    |
| Portugalia        | Disney Channel Portugalia        | 3 lipca 2010                                          | Muita Sorte Charlie     |
| Argentyna         | Disney Channel Ameryka Łacińska  | 9 lipca 2010 (Zapowiedź) 17 lipca 2010 (Premiera)     | ¡Buena Suerte, Charlie! |
| Chile             | Disney Channel Ameryka Łacińska  | 9 lipca 2010 (Zapowiedź) 17 lipca 2010 (Premiera)     | ¡Buena Suerte, Charlie! |
| Meksyk            | Disney Channel Ameryka Łacińska  | 9 lipca 2010 (Zapowiedź) 17 lipca 2010 (Premiera)     | ¡Buena Suerte, Charlie! |
| Wenezuela         | Disney Channel Ameryka Łacińska  | 9 lipca 2010 (Zapowiedź) 17 lipca 2010 (Premiera)     | ¡Buena Suerte, Charlie! |
| Brazylia          | Disney Channel Ameryka Łacińska  | 9 lipca 2010 (Zapowiedź) 17 lipca 2010 (Premiera)     | Boa Sorte, Charlie!     |
| Włochy            | Disney Channel Włochy            | 8 lipca 2010                                          | Buona Fortuna Charlie   |
| Rumunia           | Disney Channel Rumunia           | 5 czerwca 2010                                        | Baftă, Charlie!         |
| Rosja             | Disney Channel Rosja             | 29 stycznia 2011                                      | Держись, Чарли!         |